# Valence (Tarn-et-Garonne)
Valence (manchmal auch Valence d’Agen genannt, okzitanisch Valença d’Agen) ist eine französische Gemeinde mit 5287 Einwohnern (Stand 1. Januar 2022) im Département Tarn-et-Garonne in der Region Okzitanien. Sie liegt im Arrondissement Castelsarrasin und im Kanton Valence.

## Geografie
Im Norden des Ortes verläuft der kleine Fluss Barguelonne. Südlich wird die Gemeinde durch die Garonne begrenzt. Unmittelbar durch den Ort verläuft auch der Canal latéral à la Garonne (deutsch: Garonne-Seitenkanal).
Der Ort liegt etwa 39 Kilometer westnordwestlich von Montauban.

## Verkehr
Valence liegt an der Bahnstrecke Bordeaux–Sète und wird im Regionalverkehr mit TER-Zügen bedient.

## Städtepartnerschaft
- La Vall d’Uixó, Provinz Castellón, Spanien

## Persönlichkeiten
- Joseph Calvet (1897–1984), Geiger
- Georges d’Esparbès (1863–1944), Romancier
- Jean-Baptiste Pérès (1752–1840), Mathematiker
- André Téchiné (* 1943), Regisseur
- Jean-Michel Baylet (* 1946), Zeitungsverleger und Politiker, Bürgermeister von Valence